# Garfield (film)
Garfield is een Amerikaanse film uit 2004 gebaseerd op de gelijknamige strip gecreëerd door Jim Davis. De film werd geregisseerd door Peter Hewitt en geproduceerd door Davis Entertainment voor 20th Century Fox. De film is een combinatie van digitale animatie (CGI) en echte acteurs, zoals ook werd toegepast in de film Who Framed Roger Rabbit.
De film kwam uit op 11 juni 2004, maar kreeg erg slechte kritieken. Desondanks werd er toch een deel twee gemaakt. In Nederland en België is de film behalve in de originele versie ook verschenen in een respectievelijk Nederlands en Vlaams nagesynchroniseerde versie.

## Verhaal
Garfield is een dikke oranje kat die het liefst de hele dag niets anders doet dan eten en slapen. Hij heeft een hekel aan maandagen.
Op een dag neemt zijn baasje Jon hem mee naar de dierenarts, dokter Liz. In haar kliniek bevindt zich ook het hondje Odie dat, als het niet snel meegenomen wordt, naar het asiel zal worden gebracht. Omdat Jon verliefd is op Liz probeert hij een goede indruk op haar te maken door Odie in huis te nemen. Garfield is hier niet blij mee. Als Odie niet veel later ook nog eens de show steelt tijdens een hondenshow heeft Garfield er genoeg van.
Door toedoen van Garfield wordt Odie op een nacht buitengesloten en verdwaalt hij. Hij wordt gevonden door Happy Chapman, een tv-presentator die Odie in actie gezien heeft op de hondenshow en hem graag in zijn televisieshow wil gebruiken. Garfield krijgt echter spijt van zijn actie en besluit Odie te gaan zoeken, met alle gevolgen van dien. Hij belandt onder andere in een dierenasiel, maar kan ontkomen. Uiteindelijk vindt hij Odie in de Telegraph Tower, het kantoor van Happy Chapman. Hier ziet hij hoe Chapman Odie met een elektrische halsband wil dwingen tot het doen van trucjes.
In de climax van de film achtervolgt Garfield Chapman en Odie naar een treinstation. Hier saboteert hij de wissels zodat Chapmans trein niet kan vertrekken. Daarna bevrijdt Garfield Odie met behulp van een groep andere dieren. Jon arriveert ook op het treinstation, en slaat Chapman bewusteloos.

## Rolverdeling
| Acteur                    | Personage                            | Nederlandse nasynchronisatie | Vlaamse nasynchronisatie |
| ------------------------- | ------------------------------------ | ---------------------------- | ------------------------ |
| Breckin Meyer             | Jon Arbuckle                         | Javier Guzman                | Gene Thomas              |
| Jennifer Love Hewitt      | Dr. Liz Wilson                       | Dominique van Hulst          | Evi Hanssen              |
| Stephen Tobolowsky        | Happy Chapman/Walter J. Chapman      | Carol van Herwijnen          |                          |
| Bill Murray               | Garfield (stem)                      | Beau van Erven Dorens        | Adriaan Van den Hoof     |
| Evan Arnold               | Wendall                              | Ruud Drupsteen               |                          |
| Mark Christopher Lawrence | Christopher Melo                     | Howard Komproe               |                          |
| Nick Cannon               | Louis (stem)                         | Frank Wijdenbosch            |                          |
| Alan Cumming              | Jan-Roderik alias Krokettekat (stem) | Joop Braakhekke              |                          |
| David Eigenberg           | Nermal (stem)                        | Paul Groot                   |                          |
| Brad Garrett              | Luca (stem)                          |                              |                          |
| Debra Messing             | Arlene (stem)                        | Lieke van Lexmond            |                          |
| Vanessa Christelle        | Miss True-Value                      |                              |                          |
| Daamen Krall              | Announcer                            |                              |                          |
| Eve Brent                 | Mrs. Baker                           |                              |                          |
| Bill Hoag                 | Roy the Lodge Member                 |                              |                          |
| Michael Monks             | Deputy Hopkins                       |                              |                          |

Ook Jim Bakkum is te horen in de Nederlandse versie.
Andere Vlaamse stemmen zijn Ann Van Elsen, Tania Prinsier en Marc Reynebeau.

## Achtergrond

### Muziek
In de originele Engelstalige versie van de film is de titelsong het lied "Holla!" van de Baha Men.
De titelsong van de Vlaamse versie van de film, "Laat me vrij", werd uitgevoerd door de punkband X!NK.

### Verschillen met strip
Er zijn een aantal duidelijke verschillen tussen de Garfield strip en de film.
- In de film krijgt Jon Odie van Liz. In de strip was Odie de hond van Jons oude huisgenoot Lyman.
- Garfield is een stuk actiever en minder lui dan in de strips.
- Nermal is in de film een volwassen kat net als Garfield. In de strip is Nermal nog een jong katje.
- Liz geeft in de film toe dat ze verliefd is op Jon. Rond de tijd dat de film uitkwam kon ze hem in de strips niet uitstaan (tegenwoordig is ze ook in de strips zijn vriendin).
- In de film is Jon een ietwat verlegen maar verder 'normale' man, die goed weet wat hij moet doen. In de strip is hij een sullig type dat constant in vreemde situaties verzeild raakt en om de haverklap uitpakt met zijn accordeon.
- In de film spreekt Garfield over zijn "lievelingskattenvoer", in de strip heeft hij de pest aan kattenvoer.
- In de film praten de dieren, terwijl in de strip slechts hun gedachtes (inclusief "communicatie" met de lezer) weergegeven worden in gedachtewolkjes.

## Uitgave en ontvangst
Garfield werd met overwegend negatieve reacties ontvangen door critici. Op Rotten Tomatoes scoort de film 14% aan goede beoordelingen; net 4 punten te hoog om op de lijst van 100 slechtste films te belanden. Yahoo! Movies critics' gaf de film een C-.
Toch waren niet alle critici negatief. Roger Ebert gaf de film een positieve beoordeling.
De opbrengst van de film viel ook tegen:
| Openingsweek: | $ 021,727,611 |
| Binnen de VS: | $ 075,369,588 |
| Buiten de VS: | $ 123,232,506 |
| Wereldwijd:   | $ 198,602,094 |